# Elezioni presidenziali in Ciad del 2001
Le elezioni presidenziali in Ciad del 2001 si tennero il 20 maggio.

## Risultati
| Candidati                 | Partiti                                                 | Voti      | %     |
| ------------------------- | ------------------------------------------------------- | --------- | ----- |
| Idriss Déby               | Movimento Patriottico di Salvezza                       | 1 533 509 | 63,17 |
| Ngarlejy Yorongar         | Federazione, Azione per la Repubblica                   | 396 864   | 16,35 |
| Saleh Kebzabo             | Unione Nazionale per la Democrazia e il Rinnovamento    | 169 917   | 7,00  |
| Wadel Abdelkader Kamougué | Unione per il Rinnovamento e la Democrazia              | 146 125   | 6,02  |
| Ibni Oumar Mahamat Saleh  | Partito per la Libertà e lo Sviluppo                    | 70 248    | 2,89  |
| Delwa Kassiré Koumakoye   | Raggruppamento Nazionale per lo Sviluppo e il Progresso | 57 382    | 2,36  |
| Jean Alingué Bawoyeu      | Unione per la Democrazia e la Repubblica                | 53 513    | 2,20  |
| Totale                    | Totale                                                  | 2 427 558 | 100   |